# Burg Schallodenbach
Die Burg Schallodenbach ist eine abgegangene Burg in der Gemeinde Schallodenbach in der Schlossstraße 4 im Landkreis Kaiserslautern in Rheinland-Pfalz. Sie war Namensgeberin und ursprünglich Sitz der Herrschaft Schallodenbach.

## Geschichte
Die Ortsburg wurde um 1200 von den Herren von Odenbach erbaut und 1202 im Besitz des Ritters Johann von Odenbach erwähnt. Die Burg wurde 1340 ausgebaut und 1530 bis 1550 zum Schloss umgebaut. Im Dreißigjährigen Krieg wurde die Burg zerstört und im Jahr 1804 als Steinbruch abgebrochen. In einer Beschreibung aus dem Jahr 1837 wurde vermerkt, dass „noch vor zwei Jahren“ ein gewaltiger Turm emporragte, „an dessen Fuß sich Reste des Schloßgemäuers sehen ließen“.
Von der ehemaligen Burganlage sind die noch erhaltenen Reste in Häuser verbaut.

## Herrschaft Schallodenbach
Die Herrschaft Schallodenbach umfasste die Ortschaften Schallodenbach, Schneckenhausen, Wörsbach und Heimkirchen. Vor der Inbesitznahme durch Französische Revolutionstruppen Ende des 18. Jahrhunderts gehörte die Herrschaft den Herren von Sickingen.